# Lista över isländska filmer
Detta är en lista över filmer producerade på Island av islänningar.

## 1900–1979
| År   | Originaltitel                   | Svensk titel                               | Regissör                              |
| ---- | ------------------------------- | ------------------------------------------ | ------------------------------------- |
| 1915 | Breiðafjarðareyjar              | Breiðafjarðareyjar dokumentär              |                                       |
| 1923 | Hadda Padda                     | Hadda Padda samproduktion                  | Gunnar Robert Hansen Guðmundur Kamban |
| 1923 | Ævintýri Jóns og Gvendar        | Ævintýri Jóns og Gvendar kortfilm          | Loftur Guðmundsson                    |
| 1925 | Ísland í lifandi myndum         | Ísland í lifandi myndum dokumentär         |                                       |
| 1926 | Det Sovende hus                 | Det Sovende hus samproduktion              | Guðmundur Kamban                      |
| 1944 | Lýðveldisstofnunin 1944         | Lýðveldisstofnunin 1944 dokumentär         | Óskar Gíslason                        |
| 1947 | Reykjavík vorra daga            | Reykjavík vorra daga dokumentär            |                                       |
| 1949 | Björgunarafrekið við Látrabjarg | Björgunarafrekið við Látrabjarg dokumentär | Óskar Gíslason                        |
| 1949 | Milli fjalls og fjöru           | Milli fjalls og fjöru                      | Loftur Guðmundsson                    |
| 1950 | Síðasti bærinn í dalnum         | Síðasti bærinn í dalnum                    | Óskar Gíslason                        |
| 1951 | Niðursetningurinn               | Niðursetningurinn                          | Loftur Guðmundsson                    |
| 1951 | Reykjavíkurævintýri Bakkabræðra | Reykjavíkurævintýri Bakkabræðra            | Óskar Gíslason                        |
| 1954 | Fögur er hlíðin                 | Fögur er hlíðin                            |                                       |
| 1954 | Nýtt hlutverk                   | Nýtt hlutverk                              | Óskar Gíslason                        |
| 1954 | Salka Valka                     | Salka Valka samproduktion                  | Arne Mattsson                         |
| 1956 | Morgunn lífsins                 | Morgunn lífsins                            |                                       |
| 1957 | Gilitrutt                       | Gilitrutt                                  | Ásgeir Long                           |
| 1962 | 79 af stöðinni                  | 79 af stöðinni                             | Erik Balling                          |
| 1962 | Hafnarfjörður fyrr og nú        | Hafnarfjörður fyrr og nú dokumentär        |                                       |
| 1967 | Hernámsárin 1                   | Hernámsárin 1 dokumentär                   | Reynir Oddsson                        |
| 1967 | Den Røde kappe                  | Den Røde kappe                             | Gabriel Axel                          |
| 1969 | Hernámsárin                     | Hernámsárin 2 dokumentär                   | Reynir Oddsson                        |
| 1972 | Brekkukotsannáll                | Brekkukotsannáll                           | Rolf Hädrich                          |
| 1977 | Morðsaga                        | Morðsaga                                   | Reynir Oddsson                        |

## 1980-talet
| År   | Originaltitel                  | Svensk titel                   | Regissör                 |
| ---- | ------------------------------ | ------------------------------ | ------------------------ |
| 1980 | Land og synir                  | Land og synir                  | Ágúst Guðmundsson        |
| 1980 | Punktur, punktur, komma, strik | Punktur, punktur, komma, strik | Þorsteinn Jónsson        |
| 1980 | Veiðiferðin                    | Veiðiferðin                    | Andrés Indriðason        |
| 1981 | Jón Oddur og Jón Bjarni        | Jón Oddur og Jón Bjarni        | Þráinn Bertelsson        |
| 1981 | Óðal feðranna                  | Óðal feðranna                  | Hrafn Gunnlaugsson       |
| 1981 | Útlaginn                       | Útlaginn                       | Ágúst Guðmundsson        |
| 1982 | Með allt á hreinu              | Með allt á hreinu              | Ágúst Guðmundsson        |
| 1982 | Okkar á milli                  | Okkar á milli                  | Hrafn Gunnlaugsson       |
| 1982 | Rokk í Reykjavík               | Rokk í Reykjavík dokumentär    | Friðrik Þór Friðriksson  |
| 1982 | Sóley                          | Sóley                          | Róska                    |
| 1983 | Á hjara veraldar               | Á hjara veraldar               | Kristín Jóhannesdóttir   |
| 1983 | Húsið                          | Húsið                          | Egill Eðvarðsson         |
| 1983 | Nýtt líf                       | Nýtt líf                       | Þráinn Bertelsson        |
| 1983 | Skilaboð til Söndru            | Skilaboð til Söndru            | Kristín Pálsdóttir       |
| 1984 | Atómstöðin                     | Atómstöðin                     | Þorsteinn Jónsson        |
| 1984 | Dalalíf                        | Dalalíf                        | Þráinn Bertelsson        |
| 1984 | Gullsandur                     | Gullsandur                     | Ágúst Guðmundsson        |
| 1984 | Hrafninn flýgur                | Korpen flyger                  | Hrafn Gunnlaugsson       |
| 1984 | Kúrekar norðursins             | Kúrekar norðursins dokumentär  | Friðrik Þór Friðriksson  |
| 1985 | Hringurinn                     | Hringurinn dokumentär          | Friðrik Þór Friðriksson  |
| 1985 | Hvítir mávar                   | Hvítir mávar                   | Jakob F. Magnússon       |
| 1985 | Löggulíf                       | Löggulíf                       | Þráinn Bertelsson        |
| 1985 | Skammdegi                      | Skammdegi                      | Þráinn Bertelsson        |
| 1986 | Eins og skepnan deyr           | Eins og skepnan deyr           | Hilmar Oddsson           |
| 1986 | Stella í orlofi                | Stella í orlofi                | Þórhildur Þorleifsdóttir |
| 1987 | Miðnesheiði                    | Miðnesheiði                    | Sigurður Snæberg Jónsson |
| 1987 | The Juniper Tree               | The Juniper Tree               | Nietzchka Keene          |
| 1987 | Skytturnar                     | Skytturnar                     | Friðrik Þór Friðriksson  |
| 1988 | Foxtrot                        | Foxtrot                        | Jón Tryggvason           |
| 1988 | Í skugga hrafnsins             | Korpens skugga                 | Hrafn Gunnlaugsson       |
| 1989 | Kristnihald undir Jökli        | Kristnihald undir Jökli        | Guðný Halldórsdóttir     |
| 1989 | Magnús                         | Magnús                         | Þráinn Bertelsson        |

## 1990-talet
| År   | Originaltitel           | Svensk titel                | Regissör                                            |
| ---- | ----------------------- | --------------------------- | --------------------------------------------------- |
| 1990 | Pappírspési             | Pappírspési                 | Ari Kristinsson                                     |
| 1990 | Ryð                     | Ryð                         | Lárus Ýmir Óskarsson                                |
| 1991 | Börn náttúrunnar        | Naturens barn               | Friðrik Þór Friðriksson                             |
| 1991 | Hvíti víkingurinn       | Hvíti víkingurinn           | Hrafn Gunnlaugsson                                  |
| 1992 | Ingaló                  | Ingaló                      | Ásdís Thoroddsen                                    |
| 1992 | Karlakórinn Hekla       | Karlakórinn Hekla           | Guðný Halldórsdóttir                                |
| 1992 | Sódóma Reykjavík        | Sódóma Reykjavík            | Óskar Jónasson                                      |
| 1992 | Svo á jörðu sem á himni | Så som i himmelen           | Kristín Jóhannesdóttir                              |
| 1992 | Veggfóður               | Veggfóður                   | Júlíus Kemp                                         |
| 1992 | Ævintýri á Norðurslóðum | Ævintýri á Norðurslóðum     | Marius Olsen Katrin Ottarsdóttir Kristín Pálsdóttir |
| 1993 | Hin helgu vé            | Hin helgu vé                | Hrafn Gunnlaugsson                                  |
| 1993 | Stuttur Frakki          | Stuttur Frakki              | Gísli Snær Erlingsson                               |
| 1994 | Bíódagar                | Bíódagar                    | Friðrik Þór Friðriksson                             |
| 1994 | Skýjahöllin             | Skýjahöllin                 | Þorsteinn Jónsson                                   |
| 1995 | Cold Fever              | Cold Fever                  | Friðrik Þór Friðriksson                             |
| 1995 | Agnes                   | Agnes                       | Egill Eðvarðsson                                    |
| 1995 | Ein stór fjölskylda     | Ein stór fjölskylda         | Jóhann Sigmarsson                                   |
| 1995 | Einkalíf                | Einkalíf                    | Þráinn Bertelsson                                   |
| 1995 | Nei er ekkert svar      | Nei er ekkert svar          | Jón Tryggvason                                      |
| 1995 | Tár úr steini           | Tár úr steini               | Hilmar Oddsson                                      |
| 1995 | Benjamín Dúfa           | Benjamín Dúfa               | Gísli Snær Erlingsson                               |
| 1996 | Djöflaeyjan             | Djävulsön                   | Friðrik Þór Friðriksson                             |
| 1996 | Draumadísir             | Draumadísir                 | Ásdís Thoroddsen                                    |
| 1997 | Blossi/810551           | Blossi/810551               | Júlíus Kemp                                         |
| 1997 | María                   | Maria                       | Einar Heimisson                                     |
| 1997 | Perlur og svín          | Perlur og svín              | Óskar Jónasson                                      |
| 1997 | Stikkfrí                | Stikkfrí                    | Ari Kristinsson                                     |
| 1998 | Dansinn                 | Dansinn                     | Ágúst Guðmundsson                                   |
| 1998 | Popp í Reykjavík        | Popp í Reykjavík dokumentär | Ágúst Jakobsson                                     |
| 1998 | Sporlaust               | Sporlaust                   | Hilmar Oddsson                                      |
| 1999 | (Ó)eðli                 | (Ó)eðli                     | Haukur M. Hrafnsson                                 |
| 1999 | Fíaskó                  | Fíaskó                      | Ragnar Bragason                                     |
| 1999 | Ungfrúin góða og húsið  | Ungfrúin góða og húsið      | Guðný Halldórsdóttir                                |

## 2000-talet
| År   | Originaltitel                        | Svensk titel                                    | Regissör                                                                      |
| ---- | ------------------------------------ | ----------------------------------------------- | ----------------------------------------------------------------------------- |
| 2000 | 101 Reykjavík                        | 101 Reykjavík                                   | Baltasar Kormákur                                                             |
| 2000 | Englar alheimsins                    | Universums änglar                               | Friðrik Þór Friðriksson                                                       |
| 2000 | Ikíngut                              | Ikíngut                                         | Gísli Snær Erlingsson                                                         |
| 2000 | Íslenski draumurinn                  | Íslenski draumurinn                             | Róbert I. Douglas                                                             |
| 2000 | Dancer in the Dark                   | Dancer in the Dark                              | Lars von Trier                                                                |
| 2000 | Myrkrahöfðinginn                     | Mörkrets furste                                 | Hrafn Gunnlaugsson                                                            |
| 2000 | Óskabörn þjóðarinnar                 | Óskabörn þjóðarinnar                            | Jóhann Sigmarsson                                                             |
| 2001 | Gæsapartí                            | Gæsapartí                                       | Böðvar Bjarki Pétursson                                                       |
| 2001 | Lalli Johns                          | Lalli Johns dokumentär                          | Þorfinnur Guðnason                                                            |
| 2001 | Mávahlátur                           | Mávahlátur                                      | Ágúst Guðmundsson                                                             |
| 2001 | No Such Thing                        | No Such Thing                                   | Hal Hartley                                                                   |
| 2001 | Málarinn og sálmurinn hans um litinn | Málarinn og sálmurinn hans um litinn dokumentär | Erlendur Sveinsson                                                            |
| 2001 | Erik Runárssón                       | Erik Runarsson                                  | Arnar Kolvidsson                                                              |
| 2001 | Villiljós                            | Villiljós                                       | Dagur Kári Inga Lísa Middleton Ragnar Bragason Ásgrímur Sverrisson Einar Thor |
| 2002 | Fálkar                               | Fálkar                                          | Friðrik Þór Friðriksson                                                       |
| 2002 | Gemsar                               | Gemsar                                          | Mikael Torfason                                                               |
| 2002 | Hafið                                | Hafið                                           | Baltasar Kormákur                                                             |
| 2002 | Í faðmi hafsins                      | Í faðmi hafsins                                 | Lýður Árnason Jóakim Reynisson                                                |
| 2002 | Í skóm drekans                       | Í skóm drekans dokumentär                       | Hrönn & Árni Sveinsbörn                                                       |
| 2002 | Leitin að Rajeev                     | Leitin að Rajeev dokumentär                     | Birta Fróðadóttir Rúnar Rúnarsson                                             |
| 2002 | Maður eins og ég                     | Maður eins og ég                                | Róbert I. Douglas                                                             |
| 2002 | Regína!                              | Regína!                                         | María Sigurðardóttir                                                          |
| 2002 | Reykjavík Guesthouse                 | Reykjavík Guesthouse                            | Unnur Ösp Stefánsdóttir Björn Thors                                           |
| 2002 | Stella í framboði                    | Stella í framboði                               | Guðný Halldórsdóttir                                                          |
| 2002 | Hlemmur                              | Hlemmur dokumentär                              | Ólafur Sveinsson                                                              |
| 2003 | Varði goes Europe                    | Varði goes Europe dokumentär                    | Grímur Hákonarson                                                             |
| 2003 | Didda og dauði kötturinn             | Didda og dauði kötturinn                        | Helgi Sverrisson                                                              |
| 2003 | Fyrsti Apríl                         | Fyrsti Apríl                                    | Haukur M. Hrafnsson                                                           |
| 2003 | Mótmælandi Íslands                   | Mótmælandi Íslands dokumentär                   | Þóra Fjelsted Jón Karl Helgason                                               |
| 2003 | Nói albinói                          | Nói Albínói                                     | Dagur Kári                                                                    |
| 2003 | Salt                                 | Salt                                            | Bradley Rust Gray                                                             |
| 2003 | Ussss                                | Ussss                                           | Eiríkur Leifsson                                                              |
| 2003 | Stormviðri                           | Stormviðri                                      | Sólveig Anspach                                                               |
| 2003 | Þriðja nafnið                        | Þriðja nafnið                                   | Einar Þór Gunnlaugsson                                                        |
| 2004 | Á sjó                                | Á sjó                                           |                                                                               |
| 2004 | Rockville                            | Rockville dokumentär                            | Þorsteinn Jónsson                                                             |
| 2004 | Blindsker                            | Blindsker dokumentär                            | Ólafur Jóhannesson                                                            |
| 2004 | Dís                                  | Dís                                             | Silja Hauksdóttir                                                             |
| 2004 | Í takt við tímann                    | Í takt við tímann                               | Ágúst Guðmundsson                                                             |
| 2004 | Kaldaljós                            | Kaldaljós                                       | Hilmar Oddsson                                                                |
| 2004 | Konunglegt bros                      | Konunglegt bros                                 |                                                                               |
| 2004 | Love Is in the Air                   | Love Is in the Air dokumentär                   | Ragnar Bragason                                                               |
| 2004 | Niceland                             | Niceland                                        | Friðrik Þór Friðriksson                                                       |
| 2004 | Opinberun Hannesar                   | Opinberun Hannesar                              | Hrafn Gunnlaugsson                                                            |
| 2004 | Pönkið og Fræbbblarnir               | Pönkið og Fræbbblarnir dokumentär               | Örn Marino Arnarson Thorkell S. Hardarson                                     |
| 2004 | Silný kafe                           | Silný kafe                                      | Börkur Gunnarsson                                                             |
| 2004 | One Point O                          | One Point O                                     | Jeff Renfroe Marteinn Thorsson                                                |
| 2005 | Africa United                        | Africa United (semi) dokumentär                 | Ólafur Jóhannesson                                                            |
| 2005 | Gargandi snilld                      | Gargandi snilld dokumentär                      | Ari Alexander Ergis Magnússon                                                 |
| 2005 | Strákarnir okkar                     | Strákarnir okkar                                | Róbert I. Douglas                                                             |
| 2005 | Knight of the Living Dead            | Knight of the Living Dead                       | Bjarni Gautur                                                                 |
| 2005 | A Little Trip to Heaven              | A Little Trip to Heaven                         | Baltasar Kormákur                                                             |
| 2005 | Voksne mennesker                     | Dark Horse                                      | Dagur Kári                                                                    |
| 2005 | Beowulf & Grendel                    | Beowulf & Grendel                               | Sturla Gunnarsson                                                             |
| 2005 | Allir litir hafsins eru kaldir       | Allir litir hafsins eru kaldir TV-film          | Anna Th. Rögnvaldsdóttir                                                      |
| 2005 | Blóðbönd                             | Blóðbönd                                        | Árni Ólafur Ásgeirsson                                                        |
| 2005 | How Do You Like Iceland?             | How Do You Like Iceland? dokumentär             | Kristín Ólafsdóttir                                                           |
| 2006 | Börn                                 | Börn                                            | Ragnar Bragason                                                               |
| 2006 | Act Normal                           | Act Normal dokumentär                           | Ólafur Jóhannesson                                                            |
| 2006 | Mýrin                                | Mýrin                                           | Baltasar Kormákur                                                             |
| 2006 | Þetta er ekkert mál                  | Þetta er ekkert mál dokumentär                  |                                                                               |
| 2006 | Direktøren for det hele              | Direktören för det hele                         | Lars von Trier                                                                |
| 2006 | Köld slóð                            | Köld slóð                                       | Björn Br. Björnsson                                                           |
| 2007 | Astrópía                             | Astrópía                                        | Gunnar B. Gudmundsson                                                         |
| 2007 | Foreldrar                            | Foreldrar                                       | Ragnar Bragason                                                               |
| 2007 | Queen Raquela                        | Queen Raquela                                   | Ólafur Jóhannesson                                                            |
| 2008 | Reykjavík-Rotterdam                  | Reykjavík-Rotterdam                             | Óskar Jónasson                                                                |
| 2008 | Brúðguminn                           | Brudgummen                                      | Baltasar Kormákur                                                             |
| 2008 | Sveitabrúðkaup                       | Country Wedding                                 | Valdís Óskarsdóttir                                                           |
| 2009 | Draumalandið                         | Draumalandið                                    | Þorfinnur Guðnason / Andri Snær Magnason                                      |
| 2009 | Jóhannes                             | Jóhannes                                        | Þorsteinn Gunnar Bjarnason                                                    |

## 2010-talet
| År   | Originaltitel                            | Svensk titel                             | Regissör                                     |
| ---- | ---------------------------------------- | ---------------------------------------- | -------------------------------------------- |
| 2010 | Órói                                     | Órói                                     | Baldvin Zophoníasson                         |
| 2010 | Sumarlandið                              | Sumarlandið                              | Grímur Hákonarson                            |
| 2010 | Kóngavegur                               | King's Road                              | Valdís Óskarsdóttir                          |
| 2010 | Gnarr                                    | Gnarr                                    | Gaukur Úlfarsson                             |
| 2010 | Maybe I Should Have                      | Maybe I Should Have                      | Gunnar Sigurðsson                            |
| 2011 | Algjör Sveppi og töfraskápurinn          | The Magic Wardrobe                       | Bragi Hinriksson                             |
| 2012 | Svartur á leik                           | Black's Game                             | Óskar Thór Axelsson                          |
| 2012 | Djúpið                                   | Djupet                                   | Baltasar Kormákur                            |
| 2013 | XL                                       | XL                                       | Marteinn Thorsson                            |
| 2013 | Þetta Reddast                            | Þetta Reddast                            | Börkur Gunnarsson                            |
| 2013 | Ófeigur gengur aftur                     | Ófeigur gengur aftur                     | Ágúst Guðmundsson                            |
| 2013 | Falskur fugl                             | Ferox                                    | Þór Ómar Jónsson                             |
| 2013 | Hross í oss                              | Om hästar och män                        | Benedikt Erlingsson                          |
| 2013 | Málmhaus                                 | Metalhead                                | Arnar Kolvidsson                             |
| 2014 | Vonarstræti                              | Life in a Fishbowl                       | Baldvin Zophoníasson                         |
| 2014 | Harry og Heimir: Morð eru til alls fyrst | Harry og Heimir: Morð eru til alls fyrst | Bragi Þór Hinriksson                         |
| 2014 | París Norðursins                         | Paris of the North                       | Hafsteinn Gunnar Hafsteinsson                |
| 2014 | Afinn                                    | Afinn                                    | Bjarni Thorsson                              |
| 2014 | Grafir og bein                           | Grafir og bein                           | Anton Sigurðsson                             |
| 2015 | Bakk                                     | Bakk                                     | Gunnar Hansson Davíð Óskar Ólafsson          |
| 2015 | Hrútar                                   | Bland män och får                        | Grímur Hákonarson                            |
| 2015 | Þrestir                                  | Sparrows                                 | Rúnar Rúnarsson                              |
| 2016 | Njósnir, lygar og fjölskyldubönd         | Njósnir, lygar og fjölskyldubönd         | Helgi Felixson                               |
| 2016 | Hjartasteinn                             | Heartstone                               | Guðmundur Arnar Guðmundsson                  |
| 2017 | Carcass                                  | Carcass                                  | Gústav Geir Bollason Clémentine Roy          |
| 2017 | Ég man þig                               | Ég man þig                               | Óskar Þór Axelsson                           |
| 2017 | Rökkur                                   | Rift                                     | Erlingur Óttar Thoroddsen                    |
| 2017 | Sumarbörn                                | Sumarbörn                                | Guðrún Ragnarsdóttir                         |
| 2017 | Svanurinn                                | Svanurinn                                | Ása Helga Hjörleifsdóttir                    |
| 2017 | Undir trénu                              | Under the Tree                           | Hafsteinn Gunnar Sigurðsson                  |
| 2017 | Vinterbrødre                             | Vinterbrødre                             | Hlynur Pálmason                              |
| 2018 | Fullir vasar                             | Fullir vasar                             | Anton Sigurðsson                             |
| 2018 | Andið eðlilega                           | And breathe normally                     | Ísold Uggadóttir                             |
| 2018 | Víti í Vestmannaeyjum                    | Víti í Vestmannaeyjum                    | Bragi Þór Hinriksson                         |
| 2018 | Vargur                                   | Vargur                                   | Börkur Sigþórsson                            |
| 2018 | Lof mér að falla                         | Let me fall                              | Baldvin Z                                    |
| 2018 | Kona fer í stríð                         | Woman at war                             | Benedikt Erlingsson                          |
| 2018 | Undir halastjörnunni                     | Undir halastjörnunni                     | Ari Alexander Ergis Magnússon                |
| 2019 | Tryggð                                   | Tryggð                                   | Ásthildur Kjartansdóttir                     |
| 2019 | Vesalings elskendur                      | Vesalings elskendur                      | Maximilian Hult                              |
| 2019 | Eden                                     | Eden                                     | Snævar Sölvason                              |
| 2019 | Taka 5                                   | Taka 5                                   | Magnús Jónsson                               |
| 2019 | Héraðið                                  | Héraðið                                  | Grímur Hákonarsson                           |
| 2019 | Hvítur hvítur dagur                      | En vit, vit dag                          | Hlynur Pálmason                              |
| 2019 | Agnes Joy                                | Agnes Joy                                | Silja Hauksdóttir                            |
| 2019 | Þorsti                                   | Þorsti                                   | Gaukur Úlfarsson Steinþór Hróar Steinþórsson |
| 2019 | Bergmál                                  | Bergmál                                  | Rúnar Rúnarsson                              |
| 2020 | Gullregn                                 | Gullregn                                 | Ragnar Bragason                              |
| 2020 | Síðasta veiðiferðin                      | Síðasta veiðiferðin                      | Þorkell S. Harðarsson Örn Marinó Arnarson    |
| 2020 | Mentor                                   | Mentor                                   | Sigurður Anton Friðþjófsson                  |
| 2020 | Amma Hófí                                | Amma Hófí                                | Gunnar B. Guðmundsson                        |